# Tsing Ma-brug
De Tsing Ma-brug is een hangbrug in Hongkong, Volksrepubliek China. Op de lijst van langste hangbruggen staat deze brug op de 7e plaats, maar in de categorie spoor/weg combinatie heeft de brug de langste overspanning. De brug heeft twee lagen: boven voor autoverkeer drie banen in elke richting, en onder een dubbelspoor voor de metro en nog twee rijstroken. Deze rijstroken zijn bedoeld voor onderhouds-doeleinden en als back-up voor wegverkeer als de hoofdweg gesloten moet worden bij extreem zware orkanen.

## Geschiedenis
De bouw van de brug werd uitgevoerd door een joint venture van drie bouwbedrijven: Costain, Mitsui en Trafalgar House. Het werk startte in mei 1992 en was op vijf jaar klaar. Op 27 april 1997 werd de brug geopend door de voormalige Britse premier Margaret Thatcher.

## Gebruik van de brug
Deze brug over de Straat van Man Wan vormt samen met de Kap Shui Mun-brug de verbinding tussen de stad Hongkong (New Territories) en het eiland Lantau, en geeft zo toegang tot het nieuwe vliegveld. De metrolijnen, die een directe verbinding bieden tussen het centrum van Hongkong en het vliegveld, alsmede toegang geven tot Disneyland Hongkong, de Tian Tan Boeddha en enkele satellietsteden op Lantau, maken gebruik van het spoor op het onderdek.
De rijstroken op het bovendek maken onderdeel uit van een tolweg tussen Kowloon en Lantau alsmede het vliegveld. De zeestraten hier tussen worden overgestoken via deze brug, de Sak Shui Mun-brug en daartussen een tunnel. Er zijn gescheiden rijstroken voor motorfietsen, personenauto's en vrachtwagens of bussen. Onder extreme weersomstandigheden kan het bovendek afgesloten worden voor verkeer, en bieden de twee beschutte rijstroken op het onderdek een verbinding voor noodzakelijk verkeer.
De metrolijnen Tung Chung Line en de Airport Express maken gebruik van de brug.

## Ontwerp
De architect Mott MacDonald ontwierp de brug. Door de natuurlijke factoren, de drukte van de te overspannen zeestraat en het grote belang van de verbinding werden hoge eisen gesteld aan het ontwerp:

### Weersomstandigheden
Omdat Hongkong regelmatig getroffen wordt door zware orkanen werd de brug uitvoerig getest in een windtunnel. Hierbij werd niet alleen getest of de brug bestand was tegen mogelijke orkanen in de toekomst, ook werd onderzocht of de brug tijdens de bouwfase bestand zou zijn tegen deze omstandigheden. Een 1 op 400 schaalmodel van de gehele brug, compleet maar ook in verschillende fases van de bouw, onderging tests in de windtunnel. Van het brugdek zelf werd een 1 op 80 schaalmodel gemaakt om de aerodynamische eigenschappen van de brug te testen. Volgens de Monte-Carlosimulatie methode werd de gehele brug getest waarbij ook lokale topografische omstandigheden werden meegenomen.

### Belangrijkste onderdelen
De brug bestaat uit een aantal hoofdonderdelen:
- De torens en de fundering van de torens en kabels: de ondergrond waarop de dragende torens rusten moet bestand zijn tegen zware belasting van de torens zelf, de kabels, het brugdek en het verkeer op de brug. Ook bij zware orkanen of aardbevingen moet de fundering intact blijven. De fundering van de torens is sterk genoeg om een aanvaring van een zeeschip van 220.000 ton met een snelheid van 8 knopen te weerstaan.[3] De torens zijn 206 meter hoog en één staat op het eiland Won Tai Wak en de ander op de vrij ondiepe rotsbodem, 120 meter uit de kust. De verankering wordt gevormd door zware verankeringen op het vasteland aan beide uiteinden van de brug. Het totale gewicht van deze verankering bedraagt 200.000 ton respectievelijk 250.000 ton.[3]
- Hoofdkabels: de kabels werden in de lucht gesponnen door dunnere kabels heen en weer te trekken tussen de verankeringen via gietijzeren zadels boven op de torens. Door het samenvoegen van zo'n 70.000 ton gegalvaniseerde kabels van elk 5,38 mm werden de beide hoofdkabels met een diameter van 1,1 meter gemaakt.
- Brugdek: Het stalen geraamte van het dek werd gefabriceerd in Engeland, Dubai en Japan en na aflevering in Dongguan, Volksrepubliek China werden de standaard segmenten geconstrueerd. In totaal werden 50 segmenten van elk 18 meter lang en met een gewicht van 1000 ton gebouwd. De segmenten werden met behulp van een paar beweegbare portaalkranen die aan de hoofdkabel hingen, in positie gebracht.

### Bezoekers
De brug is een belangrijke toeristische attractie geworden. Er is een bezoekerscentrum over de gehele Lantau Link verbinding en de brug heeft een speciaal uitkijk-platform. Het bezoekerscentrum en het platform zijn dagelijks geopend.

### Beheercentrum
Het drukke verkeer op deze brug wordt, samen met andere snelwegen, tunnels en bruggen in de omgeving, permanent bewaakt vanuit een centrale meldkamer. De bewaking is geregeld via speciale lokale wetgeving. Verantwoordelijk voor het beheer van deze Tsan Ma Control Area was tot mei 2013 gegund aan Transport Infrastructure Management Limited.